# John Fennell
John Fennell (* 28. května 1995 Calgary, Kanada) je kanadský sáňkař soutěžící od roku 2011.
Než se dal na sáňkování, hrál fotbal, americký fotbal i basketbal.
Reprezentoval Kanadu na prvních Olympijských hrách mládeže roku 2012 v rakouském Innsbrucku, kde skončil na 7. místě. V roce 2014 reprezentoval na Zimních olympijských hrách v ruském Soči, kde se umístil na 27. příčce. Do té doby se kvalifikoval na dva závody Světového poháru.
John Fennell je syn bývalého hráče Kanadské fotbalové ligy Davida Fennela a mladší bratr michiganského amerického fotbalisty Davida Fennela mladšího. V květnu 2014, několik měsíců po závodech v Soči a v předvečer svých 19. narozenin se Fennell veřejně přihlásil k tomu, že je gay.